# Barbra Banda
Barbra Banda, née le 20 mars 2000 à Lusaka en Zambie, est une footballeuse internationale zambienne. Elle évolue au poste d'attaquante au Pride d'Orlando.

## Biographie
Banda est née en mars 2000 à Lusaka, la capitale zambienne. Elle commence à jouer au football à l'âge de sept ans. À quatorze ans, elle commence la boxe, d'abord en amateurs, puis passe professionnelle et remporte les cinq combats qu'elle dispute, avant de se concentrer sur le football.

### Carrière en club
Barbra Banda évolue à l'EdF Logroño en Espagne de 2018 à 2020 avant de rejoindre la Chine et le Shanghai Shengli.
En 2024, elle est recrutée par la franchise de NWSL du Pride d'Orlando pour la somme de 740 000 dollars, faisant d'elle le deuxième transfert le plus cher de l'histoire après celui de sa compatriote Racheal Kundananji.

### Carrière en sélection
Elle fait partie des 23 joueuses retenues pour disputer la Coupe d'Afrique des nations 2018 organisée au Ghana.
Elle se distingue lors du tournoi olympique de Tokyo en devenant la première footballeuse à inscrire deux triplés aux Jeux olympiques et la première footballeuse africaine à inscrire trois buts aux Jeux olympiques.
Elle remporte le Championnat féminin du COSAFA 2022, terminant meilleure joueuse et meilleure buteuse de la compétition avec 10 buts marqués.
Le 6 juillet 2022, Banda est déclarée inéligible pour représenter la Zambie à la Coupe d'Afrique des nations féminine après qu'un test de vérification du genre ait révélé que son taux de testostérone naturel était supérieur à celui autorisé par la Confédération africaine de football, dont les règles de vérification du genre sont plus strictes que celles des Jeux olympiques. Cette décision suscite une vive controverse, Human Rights Watch la décrivant comme une « violation manifeste » de ses droits fondamentaux.
En 2023, elle participe à la Coupe du monde où elle inscrit un but sur penalty face au Costa Rica, le millième but de l'histoire de la coupe du monde féminine.